# Disco Tits
"Disco Tits" (estilizado "disco tits") é uma canção gravada pela cantora e compositora sueca Tove Lo. Ela foi lançada em 7 de setembro de 2017 como o primeiro single do seu terceiro álbum de estúdio, Blue Lips. A música é o seu primeiro lançamento desde o curta-metragem Fire Fade. A canção foi lançada no Spotify uma semana antes da música ser lançada oficialmente, mas foi removida logo após.

## Composição
"Disco Tits" é uma canção disco-flexionada. electroclash e dance-pop A música move-se a uma velocidade de 110 batimentos por minuto. Segundo a cantora, "Disco Tits", é sobre "perder-se com o seu novo amor."

## Recepção crítica
Tom Breihan da Stereogum , elogiou a canção "sexy-inexpressivo friamente de entrega a seu galã." Hilary Hughes da MTV escreveu que a canção "é um incômodo para explodir à medida que você está sendo superado por uma noite fora, e um hino para mantê-lo na pista de dança uma vez que você chegar lá, todos reunidos em uma única canção." Adicionalmente, ela escreveu que "definitivamente não é para os fracos de coração." Mike de Waas do Idolator escreveu que a canção "retiros para os drogados dance-pop de Queen of the Clouds." David Sikorski do Ear Milk chamou a canção de "um suor que goteja o retro clube banger que simplesmente não podemos obter o suficiente." O Media site Uproxx descreveu a canção como "um disco inspirado em assumir um clube moderno banger que tem alguns Robyn vibrações."

## Vídeo musical
O vídeo musical, dirigido por Tim Erem, estreou em 5 de outubro de 2017, através do canal oficial da Vevo de Tove. O vídeo segue Lo e um boneco de fantoche em uma viagem de natureza sexual cheia de drogas e sexo, e foi descrito pela mídia como "excitante" e "desregrado". Chris Malone da Billboard analisou o vídeo musical dizendo que "enquanto ela [Lo] e o Muppet envolvem-se em preliminares, um homem bonito, com aparência de sueco, começa a tomar o lugar do Muppet, presumivelmente como uma metáfora para suas aventuras (e escapadas sexuais) com homens humanos".

## Lista de faixas
| Download digital |              |         |  |
| N.º              | Título       | Duração |  |
| 1.               | "Disco Tits" | 3:44    |  |

| Remixes |                                |         |  |
| N.º     | Título                         | Duração |  |
| 1.      | "Disco Tits (Oliver Remix)"    | 4:23    |  |
| 2.      | "Disco Tits (Beatanger Remix)" | 6:30    |  |
| 3.      | "Disco Tits (KREAM Remix)"     | 2:59    |  |

## Créditos
Tomadas a partir Tidal.
- Tove Lo – vocal, composição
- Jakob Jerlström – composição, produção
- Ludvig Söderberg – composição, produção
- Chris Gehringer – engenheiro de masterização
- João Hanes – assistente do misturador
- Serban Ghenea – mixer
- Fat Max Gsus – vocais adicionais

## Desempenho nas paradas musicais
| Parada (2017)                                  | Melhor posição |
| ---------------------------------------------- | -------------- |
| Nova Zelândia (New Zealand Heatseekers) (RMNZ) | 6              |
| Letônia (Latvijas Top 40)                      | 34             |
| Escócia (Scottish Singles Chart)               | 94             |
| Suécia (Sverigetopplistan)                     | 55             |
| Estados Unidos Digital Songs (Billboard)       | 117            |
| Estados Unidos (Billboard Dance Club Songs)    | 8              |

## Histórico de lançamento
| Região | Data de lançamento    | Formato          | Ref.   |
| ------ | --------------------- | ---------------- | ------ |
| Mundo  | 7 de setembro de 2017 | Download Digital | [ 17 ] |